# Đảng Cộng sản Belarus
Đảng Cộng sản Belarus (tiếng Belarus: Камуністы́чная па́ртыя Белару́сі, Kamunistychnaya Partyia Belarusi; tiếng Nga: Коммунистическая партия Белоруссии, Kommunisticheskaya Partiya Belorussii) là một đảng chính trị ở Belarus có lập trường ủng hộ Tổng thống Aliaksandr Ryhoravič Lukašenka. Đảng Cộng sản Belarus được thành lập từ năm 1996. Lãnh tụ của Đảng là Tatsyana Holubeva.
Đảng Cộng sản Belarus từng đưa ra đề nghị hợp nhất với Đảng của những người Cộng sản Belarus (PKB) vào ngày 15 tháng 7 năm 2006. Tuy cùng là Đảng Cộng sản, Đảng Cộng sản Belarus chủ trương ủng hộ Tổng thống Lukashenka còn đảng PKB lại có xu hướng thân phương Tây. Theo chủ tịch PKB Siargei Ivanovich Kaljakin thì mục đích của việc "hợp nhất" nhằm lôi kéo PKB khỏi vị trí đối lập với Tổng thống Lukashenka.
Là một thành viên của phong trào Cộng sản quốc tế, Đảng Cộng sản Belarus nhận được sự ủng hộ rộng rãi của các Đảng Cộng sản khác trong khu vực và trên thế giới nhiều hơn so với PKB - vì nhiều Đảng Cộng sản trong khu vực xem PKB như là phần tử thân phương Tây. Hiện Đảng Cộng sản Belarus là một thành viên của tổ chức Liên minh các Đảng Cộng sản - Đảng Cộng sản Liên Xô, một tổ chức gồm các Đảng Cộng sản thuộc các quốc gia Liên Xô cũ.
Đảng Cộng sản Belarus giành được 5,99% số phiếu bầu và 8 ghế trong Quốc hội Belarus trong kỳ Bầu cử Quốc hội Belarus năm 2004, trở thành Đảng lớn nhất trong Quốc hội Belarus. Trong kỳ Bầu cử Quốc hội Belarus năm 2008, Đảng giành được 6 ghế và tiếp tục trở thành Đảng lớn nhất trong Quốc hội Belarus.

## Cương lĩnh và chủ trương của Đảng Cộng sản Belarus
Theo quan điểm của Đảng Cộng sản Belarus, đảng này là đảng của giai cấp vô sản, hậu thân trực tiếp của Đảng Cộng sản Liên Xô tại Belarus, đại diện cho quyền lợi của người công nhân và chống lại mọi hình thức bóc lột, đàn áp con người.
Mục tiêu của Đảng Cộng sản Belarus bao gồm các điểm chính sau:
- Xây dựng một xã hội bình đẳng, tự do, dân chủ theo con đường của chủ nghĩa xã hội.
- Củng cố vị thế của đất nước Belarus.
- Tái lập một Nhà nước Liên bang bao gồm sự tham gia tự nguyện của các quốc gia thuộc Liên bang Xô Viết cũ.
- Tham gia tích cực vào đời sống chính trị của xã hội, xúc tiến sự tham gia và biểu lộ ý muốn chính trị của người dân, tham gia vào các hoạt động bầu cử và trưng cầu dân ý nhằm đảm bảo cho một nền dân chủ đích thực của Belarus.
- Giáo dục và giác ngộ quần chúng về tư tưởng của chủ nghĩa cộng sản, chủ nghĩa yêu nước và tinh thần quốc tế vô sản.